# Gare de Ruminghem
Gare de Ruminghem vasútállomás Franciaországban, Ruminghem településen.

## Vasútvonalak
Az állomást az alábbi vasútvonalak érintik:
- Lille–Fontinettes-vasútvonal

## Kapcsolódó állomások
A vasútállomáshoz az alábbi állomások vannak a legközelebb:
- Gare d’Audruicq
- Gare de Watten - Éperlecques